# Barret gal·lès

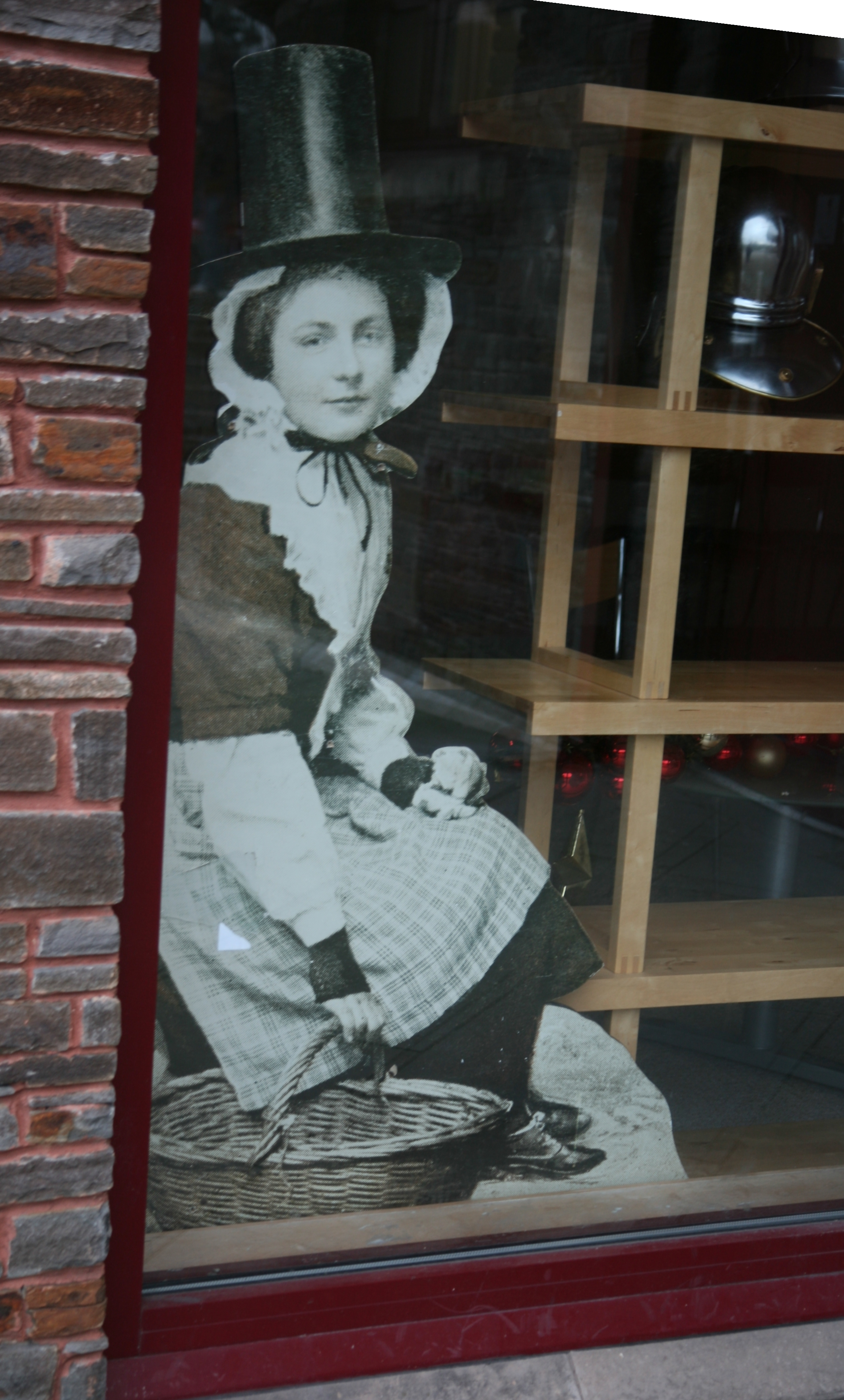
Dona lluint el barret gal·lès

El barret gal·lès, una part del vestit femení nacional gal·lès, és un barret de copa alta. En l'actualitat el duen dones, i especialment escolars, en el dia de Sant David (el sant patró de Gal·les), però molt rarament en altres ocasions. Començà a usar-se de forma generalitzada pels voltants del 1830 i és una herència d'altres barrets del segle xviii; és de feltre negre i es porta normalment amb un casquet de puntes a dessota, que sobresurt de l'ala, o sense el casquet amb puntes cosides a l'ala del barret per a semblar-ho. Tornà a adquirir popularitat a finals del segle xix, en l'onada romàntica de l'època.
La llegenda conta que aquests barrets haurien estat determinants a frustrar un intent d'invasió napoleònica l'any 1797. Els soldats francesos haurien cregut que els barrets negres i els xals vermells que vestien un grup de gal·leses corresponien als uniformes d'un destacament de soldats anglesos (amb barrets de plomes negres i lliurees vermelles). Aquest fet sembla inversemblant atenent al control que la marina britànica tenia del mar d'Irlanda i, a banda, per un pur problema cronològic.
Per aquelles persones que troben el barret poc agraciat, s'ha fet una versió alternativa del barret gal·lès en forma de barret pla de palla subjectat amb vetes.